# کنستانتینوس هفتم
کنستانتین هفتم(به یونانی: Κωνσταντῖνος Ζ΄ Πορφυρογέννητος) (به انگلیسی: Constantine VII Porphyrogennetos) ملقب به کنستانتین هفتم پُرفیروژنیتوس (به‌معنای زادهٔ اتاق بنفش) (زادهٔ ۲ سپتامبر ۹۰۵ — درگذشتهٔ ۹ نوامبر ۹۵۹) امپراتور بیزانس به‌طور مشترک از ۹۰۸ تا ۹۴۵ و سپس به‌تنهایی از ۹۴۵ تا هنگام مرگش در ۹۵۹ بود. کنستانتین پسر لئوی ششم، امپراتور بیزانس از چهارمین همسرش زوئه کاربونوپسینا و برادرزادهٔ امپراتور الکساندر بود. او در «اتاق بنفش» کاخ امپراتوری که مزین به سنگ سماق (پُرفیری) بوده و کودکان مشروع امپراتوران در آن به دنیا می‌آمدند زاده شد و لقب پُرفیروژنیتوسِ کنستانتین نیز اشاره به این موضوع دارد، هرچند که مادرش زوئه در هنگام تولد او هنوز با لئوی ششم ازدواج نکرده بود. همچنین تولد او در اتاق بنفش امتیازی برای او محسوب می‌شد تا در فهرست جانشینان امپراتور قرار گیرد زیرا پسران امپراتورانی که در این اتاق زاده نمی‌شدند در مقامی پایین‌تر نسبت به بنفش‌زادگان داشتند.
کنستانتین هفتم همچنین به خاطر نوشتن چهار کتاب لاتین با عناوین De Thematibus، De Administrando Imperio، De cerimoniis aulae Byzantinaeو Vita Basilii که به توصیف شرایط امپراتوری بیزانس در آن دوره می‌پردازد مشهور است.

## زندگی

### سال‌های نخستین و امپراتوری مشترک

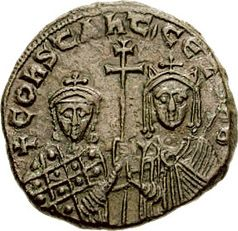
سکه امپراتور کنستانتین هفتم و مادرش زوئه به عنوان نایب السلطنه پسرش

کنستانتین در سپتامبر ۹۰۵ در قسطنطنیه و پیش از ازدواج مادرش زوئه با لئوی ششم به صورت نامشروع زاده شد. با این حال به‌منظور مشروع‌سازی تولد او مادرش او را در «اتاق بنفش» کاخ امپراتوری به دنیا آورد و لئو که سرانجام صاحب پسری شده بود پس از تولد او با زوئه که چهارمین همسر او می‌شد و این موضوع خود خلاف قوانین کلیسایی بود ازدواج کرد. کنستانتین سپس به‌طور نمادین در ۱۵ مه ۹۰۸ و هنگامی که تنها ۲ سال بیشتر نداشت به امپراتوری مشترک با پدرش لئو و عمویش الکساندر منصوب شد. لئو در ۹۱۲ و الکساندر در ۹۱۳ درگذشتند و کنستانتین با نایب‌السلطنتی اسقف‌اعظم نیکلاس میستیکوس در ۷ سالگی بر تخت امپراتوری نشست.
نیکلاس میستیکوس مجبور به صلح با سیمئون، تزار بلغارستان شد و او را به عنوان امپراتور بلغارستان به‌رسمیت شناخت و همین موضوع سبب شد تا او توسط زوئه از نایب‌السطنتی کنستانتین برکنار شود. با این حال زوئه نیز در ارتباط با بلغارها ناتوان بود و پس از آنکه حامی اصلیش ژنرال لئو فوکاس در ۹۱۷ از آنها شکست خورد، دریاسالار رومانوس لاکاپنوس در ۹۱۹ نایب‌السلطنتی کنستانتین را برعهده گرفت و دخترش هلنا را به ازدواج او درآورد. رومانوس سپس با استفاده از موقعیت پیش‌آمده در دسامبر ۹۲۰ با عنوان رومانوس یکم به‌عنوان امپراتور مشترک با کنستانتین تاجگذاری کرد و یک سال بعد پسر بزرگش کریستوفر را نیز به امپراتوری مشترک با خود رساند و دو پسر دیگرش را نیز تا ۹۲۴ به فرمانروایی مشترک با خود منصوب نمود. کنستانتین بدین ترتیب بار دیگر در سایهٔ دیگر امپراتوران قرار گرفت اما او مرد جوانی باهوش با علاقه‌مندی‌های گوناگون بود و این سال‌ها را نیز صرف مطالعهٔ تشریفات درباری نمود.

### دوران امپراتوری مستقل
کریستوفر در ۹۳۱ درگذشت و دو پسر دیگر رومانوس، استفان و کنستانتین پدرشان را در ۹۴۴ از قدرت برکنار کردند و رومانوس سال‌های پایانی عمرش را در تبعید و در کسوت یک راهب در جزیرهٔ پروت گذراند و در ژوئن ۹۴۸ درگذشت. با این حال عمر دوران حکومت استفان و کنستانتین نیز چندان بلند نبود و کنستانتین هفتم با کمک همسرش موفق به برکناری آنها از قدرت شد و در ۲۷ ژانویه ۹۴۵ توانست سرانجام امپراتوری بیزانس را به‌تنهایی در اختیار خود بگیرد. او سپس چند ماه بعد پسر خردسالش رومانوس را نیز با عنوان رومانوس دوم به امپراتوری مشترک با خود منصوب کرد.
از آنجا که قدرت اجرایی هیچگاه در اختیار کنستانتین نبود او حتی پس از رسیدن به قدرت نیز وقت خود را صرف مطالعه و تحقیق نمود و ادارهٔ کل امور کشور را به فرماندهان عالی‌رتبه و صاحب‌منصبان تاثیرگذار بیزانسی و به ویژه همسر باهوش و پرتلاشش هلنا واگذار کرد. کنستانتین در ۹۴۹ ناوگانی متشکل از ۱۰۰ کشتی را برای بازپس‌گیری جزیره کرت از اعراب به آنجا فرستاد اما این تلاش نیز همچون تلاش پدرش در ۹۱۱ با شکست روبرو شد. با این حال وضع در مرزهای شرقی بهتر بود و نیروهای بیزانسی در ۹۴۹ موفق به فتح ژرمانیکیه شدند و در ۹۵۲ نیز از فرات گذشتند. اما امیر صیف‌الدوله در ۹۵۳ موفق به بازپس‌گیری ژرمانیکیه شد و وارد قلمرو امپراتوری بیزانس گردید. با این حال سرزمین‌های شرقی در نهایت توسط نیکه‌فوروس فوکاس که در ۹۵۸ موفق به فتح حدس در شمال سوریه گردید و توسط ژان تزیمیسکس که در ۹۵۹ توانست شَمَش‌شاد در شمال میان‌رودان را فتح نماید بازپس‌گرفته شد. همچنین یکی از ناوگان‌های دریایی اعراب نیز در ۹۵۷ به‌دست یونانیان نابود گردید.
کنستانتین روابط دیپلماتیک قوی‌ای با دربارهای کشورهای خارجی از جمله دربار عبدالرحمن سوم، خلیفهٔ کوردوبا و اُتوی یکم، پادشاه آلمان داشت و در پاییز ۹۵۷ نیز اُلگا، شاهدخت روسیهٔ کیفی به ملاقات کنستانتین هفتم آمد. هرچند دلیل این ملاقات هرگز مشخص نشد اما او با نام هلنا غسل تعمید یافت و مردمش را به مسیحی شدن تشویق نمود.

### مرگ
کنستانتین در نوامبر ۹۵۹ در قسطنطنیه درگذشت و پسرش رومانوس دوم جانشین او شد. با این حال پس از مرگ کنستانتین چنین شایع شد که او به مرگ طبیعی نمرده و در اصل توسط پسرش و عروسش تئوفانو مسموم شده است.